# 秋田銀判
秋田銀判（あきたぎんばん）は、文久3年11月（1863年12月ごろ）に発行された銀判であり、九匁二分、四匁六分および一匁一分五厘の量目が表記された3種類が存在し、幕末期の地方貨幣である。この内、一匁一分五厘は試鋳貨幣であり希少である。

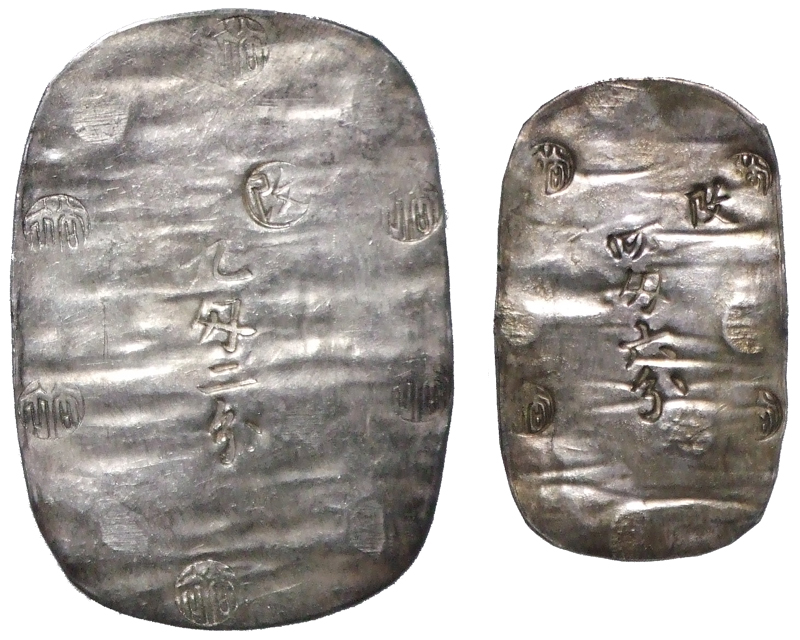
秋田銀判　九匁二分および四匁六分

表面にはそれぞれ「九匁二分」、「四匁六分」、および「一匁一分五厘」と量目が刻まれ、「改」極印には丸枠の有るものと無いものが存在し、九匁二分銀判の丸枠の無いものは希少である。裏面には「秋」の極印が打たれている。また篆書体の「裕」極印が周囲に打たれ、九匁二分の表面には原則として六箇所、裏面には四箇所、四匁六分では表裏とも原則として四箇所である。
量目（質量）は表記通りで九匁二分は34.5グラム弱、四匁六分は17.2グラムである。銀品位は『日本貨幣史』によれば九匁二分は97％、四匁六分は95％であるとされ、南鐐とよばれる上銀に近いものである。
これより先に久保田藩では秋田封銀を発行し、一朱銀の量目に準じて八匁を一両として想定していたが、当時広く流通していた一分銀の量目に対する不足から八匁＝一両では通用せず、一分銀の量目に比例させて増量し九匁二分でもって一両として通用させるために発行されたものであった。従って四匁六分は二分通用、一匁一分五厘は二朱通用を想定していたことになり、「匁」表示であっても秤量銀貨の銀目とは異なる。
『秋田貨幣史』に紹介されている小野地家『永代録』によれば、文久3年正月に封銀の通用が開始されたが次第に通用相場が下落し、同年11月から封銀を引替回収して本銀判の通用が開始されたが、翌文久4年4月にまた相場が下落した。同年10月には封銀・銀判ともに引替回収になったという。